# Laura-Iuliana Scântei
Laura-Iuliana Scântei (n. 1 iulie 1976, Șorogari, Iași, Aroneanu, Iași, România) este o juristă română care din iunie 2022 ocupă funcția de judecător al Curții Constituționale.
Laura Scântei a ocupat funcția de senator în legislaturile 2016-2020 și 2020-2024 până la demisia acesteia în mai 2022.
Aceasta este de profesie notar public.